# Illuminating the Path to Enlightenment
Az Illuminating the Path to Enlightenment című könyvben a Nobel-békedíjas spirituális vezető 14. dalai láma, Tendzin Gyaco két történelmi műhöz fűz kommentárokat, Atísa Dípamkara Srídzsnána A megvilágosodás ösvényének lámpása és Je Cong Kapa A megvilágosodáshoz vezető ösvény szakaszainak főbb pontjai röviden című műveihez. A mű teljesen átöleli és hitelesen magyarázza el a tibeti buddhista gyakorlók spirituális ösvényét.
Mintegy ezer évvel ezelőtt hívták meg Tibetbe Atísa ókori indiai tudóst, hogy magas szintű ismeretei segítségével tisztítsa meg a buddhadharmát az akkor már évszázadok óta korrupt és téves nézetektől. Atísa egyik legfőbb tevékenysége a Bodhipathapradípa megírása volt, amely magába sűríti Buddha 84 000 tanításának lényegét, világos, rendezett formában, úgy, hogy a buddhista gyakorló lépésről-lépésre tudja követni és megérteni a tanokat. Ezt a fajta tanításmódot lamrimnek („fokozatos ösvény”) nevezik, amely a tibeti buddhizmus minden iskolájában lényeges résznek számít.